# Oligokifus
Oligokifus (Oligokyphus) – roślinożerny przedstawiciel podrzędu cynodontów.
Żył od późnego triasu do wczesnej jury (ok. 205–183 mln lat temu) na terenach obecnej Europy, Azji i Ameryki Północnej. Długość ciała ok. 50 cm. Jego szczątki znaleziono w Anglii, Niemczech, Chinach oraz w USA.
Gatunki oligokifusa:
- Oligokyphus triserialis (Hennig E, 1922) – późny trias, Niemcy (Tybinga)
- Oligokyphus major (Kühne WG, 1956) – wczesna jura, Anglia (Somerset)
- Oligokyphus lufengensis (Luo Z & Sun A, 1993) – wczesna jura, Chiny (Junnan)
- Oligokyphus sp. (Sues H-D, 1985) – wczesna jura, USA, (Arizona)